# Closterocerus insignis
Closterocerus insignis är en stekelart som beskrevs av James Waterston 1915. Closterocerus insignis ingår i släktet Closterocerus och familjen finglanssteklar.
Artens utbredningsområde är Sri Lanka. Inga underarter finns listade i Catalogue of Life.